# Wilhelm Ritterbach (Maler, 1878)

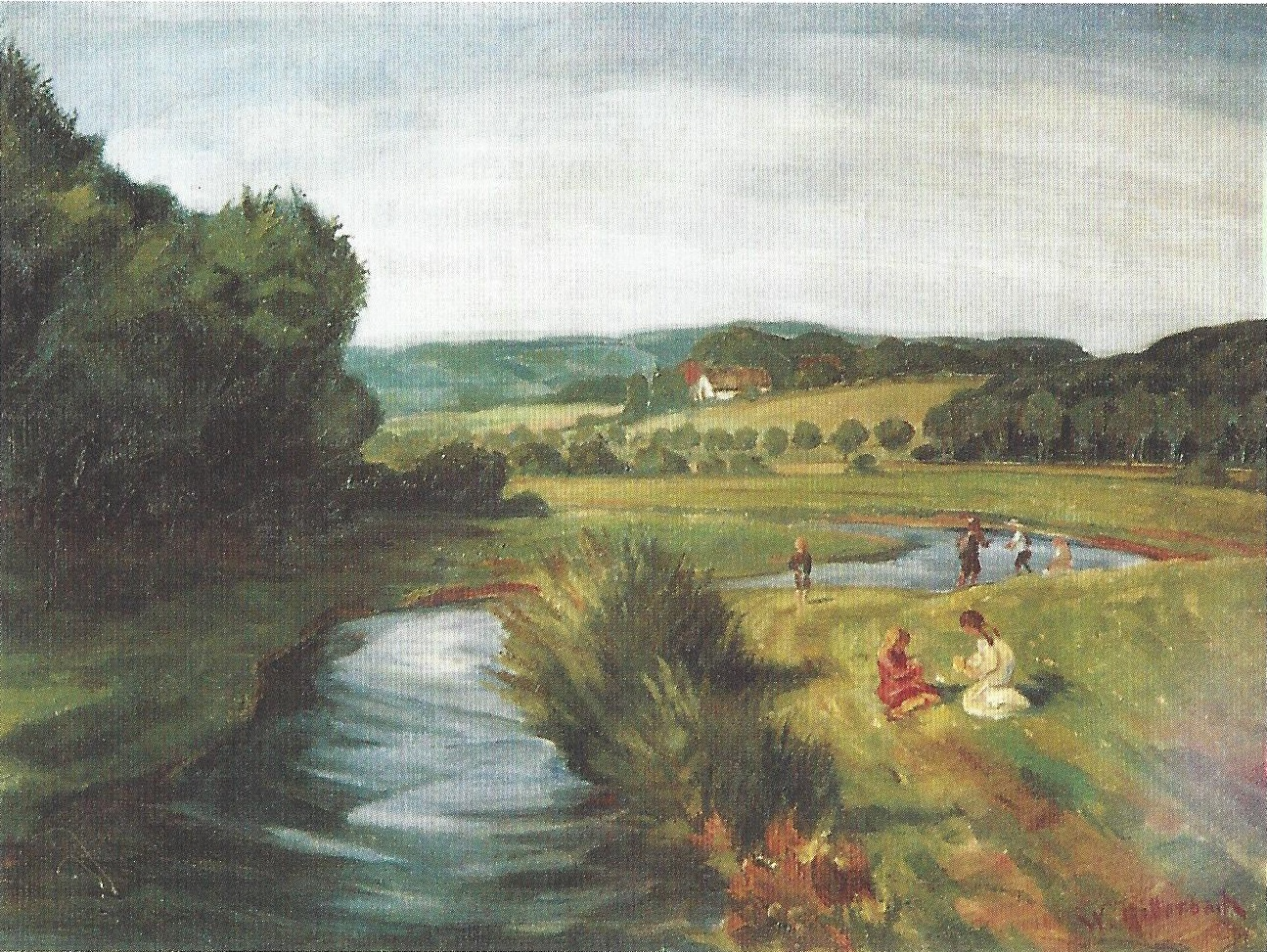
Möhnetal mit Gutshof Moosfelde (1912), Öl auf Leinwand

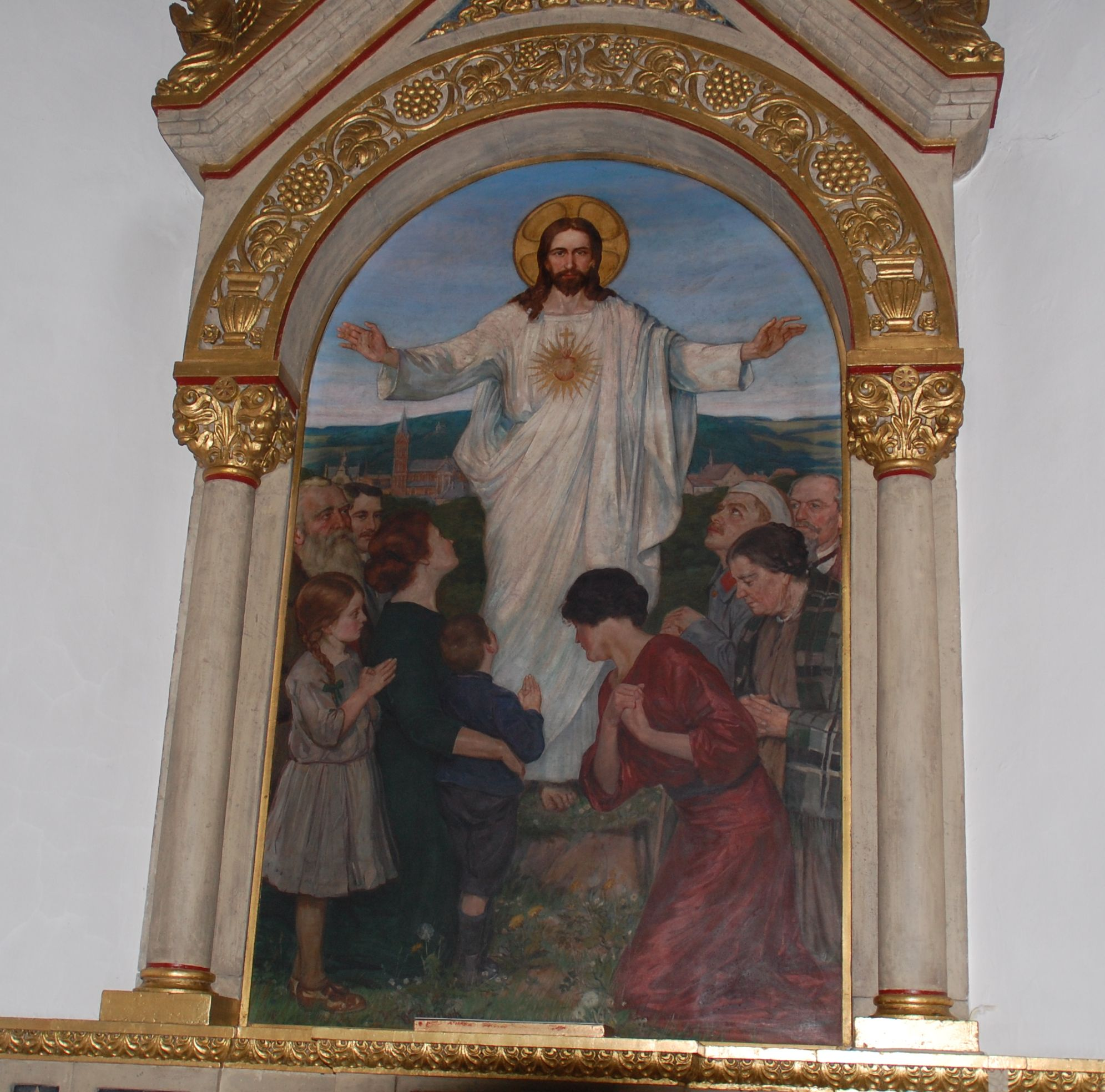
Altarbild in der Kirche St. Johannes Baptist Neheim. Der Maler hat sich selbst als Mann mit schwarzem Schnauzbart dargestellt.

Wilhelm Caspar Heinrich Ritterbach (* 24. Mai 1878 in Neheim; † 24. November 1940 in Düsseldorf) war ein deutscher Kunstmaler.

## Leben
Ritterbach war das zehnte von zwölf Kindern des Anstreichermeisters Heinrich Ritterbach (* 1836) und der Mutter Clara Francisca Carolina (geb. Cöppicus, * 1839). Schon früh zeigten sich bei ihm künstlerische Interessen. In Neheim besuchte er die Rektoratsschule. Mit vierzehn Jahren begann er eine Lehre bei einem Dekorationsmaler in Arnsberg. Danach besuchte er die Kunstgewerbeschule Düsseldorf. Um 1898 arbeitete er in verschiedenen Städten des Rheinlandes. Ab 1899 besuchte er die Kunstakademie Düsseldorf. Seine Lehrer waren unter anderem Johann Peter Theodor Janssen, Eduard von Gebhardt und Heinrich Lauenstein.
Im Jahr 1903 beendete er das Studium als Meisterschüler mit freiem Atelier bis 1907. Er wurde ein erfolgreicher Auftragsmaler mit Schwerpunkten im Bereich Porträts, Landschaften und Kopfstudien. Neben der Ölmalerei widmete er sich auch dem Zeichnen und Aquarellieren. Bei der Düsseldorfer Kunstausstellung von 1904 fand sein Bild Neheimer Möhnewehr am Wiedenberg viel Beachtung. Das Werk wurde vom Kunstverein für die Rheinlande und Westfalen erworben. Es folgte im selben Jahr ein erster längerer Aufenthalt in Italien. Außerdem reiste er nach Paris, Holland und Belgien. Auch zahlreiche deutsche Kunststätten besuchte er. Eine weitere Reise nach Italien im Jahre 1911 dauerte etwa ein halbes Jahr.
Schon als Student gehörte er dem Künstlerverein Malkasten in Düsseldorf an. Später erscheint er im Mitgliederverzeichnis als „akademischer Kunstmaler“. Zwischen 1911 und 1922 sowie von 1924 bis 1939 wird er dort als ordentliches Mitglied ohne zeitliche Begrenzung verzeichnet. Als Vereinsmitglied nutzte er auch das Atelier an der Jacobistraße. Er beteiligte sich am Vereinsleben durch die Organisation von Künstlerfesten und Festumzügen. Ritterbach war auch Mitglied der Künstlervereinigung Laetitia ebenfalls in Düsseldorf. An deren Jubiläumsausstellung 1914 nahm er mit vier Bildern teil.
Er blieb trotz seines Lebensmittelpunkts in Düsseldorf weiterhin seiner Heimatstadt auch hinsichtlich der Motive vieler seiner Werke verbunden. Die Neheimer Kunst- und Altertumsausstellung organisierte 1910 eine Ausstellung seiner Werke. Auch in Ausstellungen in München und Berlin wurden seine Bilder gezeigt.
Ritterbach machte ab 1915 den Ersten Weltkrieg als Soldat in Russland und Frankreich mit. Neben der normalen Kriegsverwendung konnte er auch weiter malen.
Im Jahr 1922 heiratete er die Neheimer Fabrikantentochter Elisabeth Prünte. Aus der Ehe gingen vier Kinder hervor. Die Familie lebte in Düsseldorf-Rath. Ritterbach war religiös geprägt und der katholischen Kirche eng verbunden, was sich auch in seiner Kunst widerspiegelte. Der Nationalsozialismus hat wohl auch deshalb offenbar kaum Anziehungskraft auf ihn ausgeübt. Im Jahr 1937 erlitt er einen ersten Schlaganfall, dem 1940 ein zweiter folgte, von dem er sich nicht mehr erholte.
Der Schlossermeister, Autor und Buchmaler Eberhard Aloys Ritterbach (1882–1962) war sein jüngerer Brüder.

## Werk
Ritterbachs Werk lässt sich teilweise der Heimatkunstbewegung zuordnen, orientierte sich teilweise am Historismus, weist aber auch impressionistische Einflüsse auf. Ein erster Schwerpunkt seiner Malerei waren Landschaftsbilder vorwiegend aus seiner Sauerländer Heimat. Es entstanden Bilder aus der Neheimer Umgebung, so die Gegend um die Fürstenbergkapelle, das Kloster Oelinghausen, das Möhnetal mit dem Gut Moosfelde. Letzteres gehörte damals der Familie seiner Ehefrau. Weitere Landschaftsbilder zeigen Motive seiner Reisen insbesondere aus Italien. Hinzu kamen Werke, die er während seines Kriegsdienstes in Russland, Polen oder Frankreich malte.
Später war er auch ein begehrter Porträtmaler. So schuf er während des Krieges Gemälde hoher Militärs wie Paul von Hindenburg. Während der Weimarer Republik schuf er im Staatsauftrag ein Bildnis des Reichskanzlers Wilhelm Marx. Daneben entstanden auch zahlreiche Bilder von eigenen Familienangehörigen.

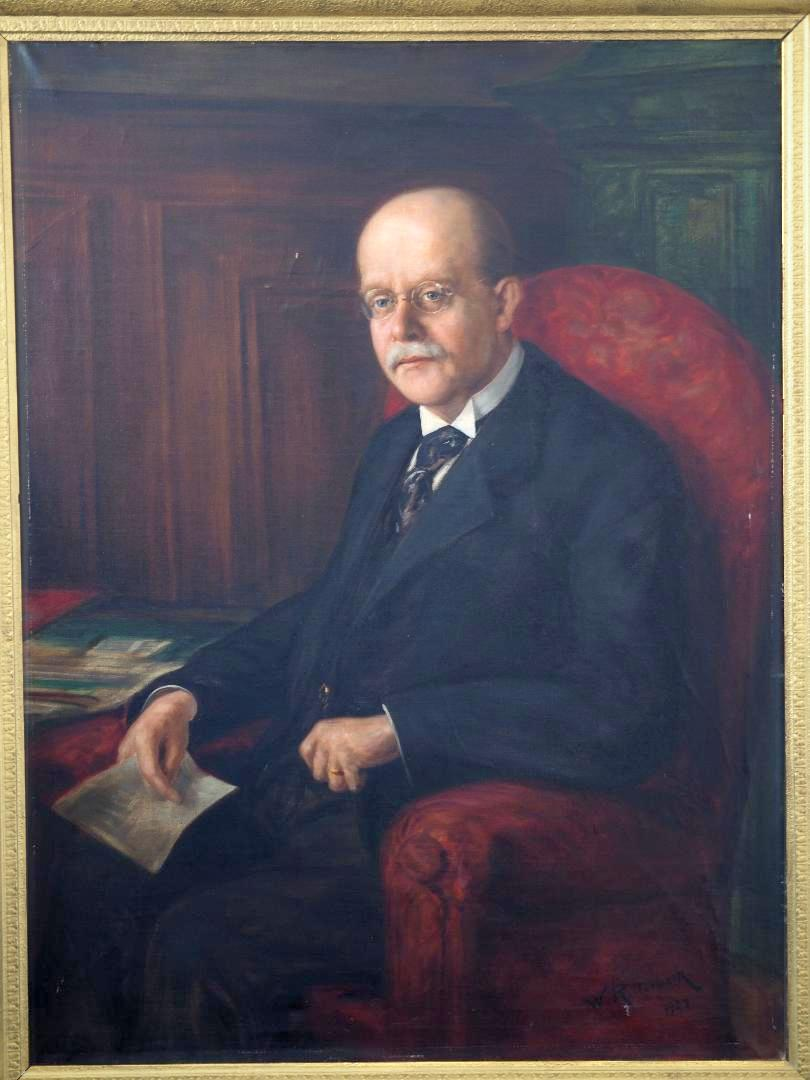
Porträt des Reichskanzlers Wilhelm Marx von Wilhelm Ritterbach, Düsseldorf 1924

Ein weiterer Schwerpunkt seines Schaffens waren religiöse Motive und Bilder im Auftrag katholischer Organisationen. Für das Krankenhaus in Neheim schuf er ein Bild des „barmherzigen Samariters“, für die dortige Kirche St. Johannes Baptist schuf er ein Altarbild. Weitere religiöse Bilder und Fresken schuf er für Auftraggeber u. a. in Düsseldorf, Ratingen, Fröndenberg, Wuppertal, Glessen (bei Köln) und Essen. Zeitgenössisch bekannt waren ein Gemälde im Gebäude der katholischen Schulorganisation und eines im Caritashaus in Essen. Eine Reihe von Madonnenbildnissen schuf er im Privatauftrag. Für den Kölner Kardinal Karl Joseph Schulte schuf er ein Bild vom Inneren der Klosterkirche Himmelpforten. Er schuf außerdem Kirchendekorationen in Elberfeld, Rath und weiteren Orten. Einige seiner religiösen Bilder waren als vervielfältigte Andachtsbilder oder Schulwandbilder verbreitet.

## Rezeption
Der Neheim-Hüstener Heimatbund veranstaltete 1995 eine erste Ausstellung seiner Werke nach dem Tod des Künstlers. In der Folge existierte zeitweise im Fresekenhof ein „Ritterbachzimmer“ zur Ausstellung einiger Bilder. Außerdem bemühte er sich um die Zusammenstellung der Werke Ritterbachs und der Suche nach unbekannten Bildern. Er knüpfte damit an Vorarbeiten eines Werkverzeichnisses an, das zwischen 1986 und 1988 in städtischem Auftrag erarbeitet wurde.